# Sint-Michaëlschool (Groningen)
De Sint-Michaëlschool is een rooms-katholieke basisschool in de Nederlandse stad Groningen. De school is vernoemd naar de aartsengel Michaël. Er zijn tegenwoordig twee locaties: een hoofdlocatie aan de Butjesstraat en een dependance, genoemd naar de heilige Franciscus, aan de Star Numanstraat. Sinds de oprichting in 1883 kreeg de school te maken met terugloop van het leerlingenaantal door ontzuiling, ontkerkelijking, suburbanisatie en ontstedelijking. Ze was daarbij vooruitstrevend in de samenvoeging van gescheiden onderwijs en in het aanbieden van buitenschoolse opvang.

## Geschiedenis

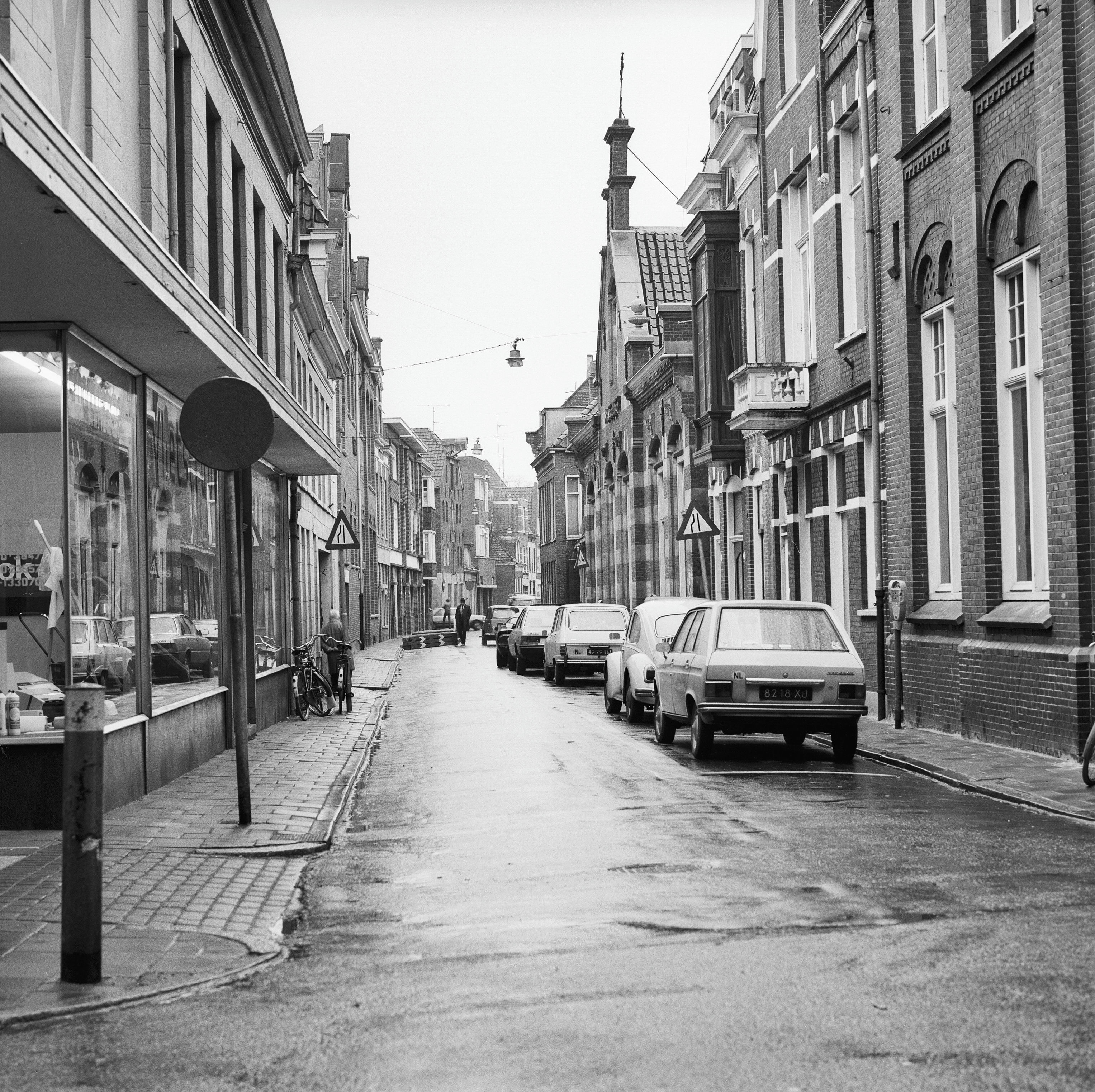
Het schoolgebouw aan Schoolholm (1883-1963)

### Ontstaan
De Sint-Michaëlschool begon in 1883 als meisjesschool aan de Schoolholm, in de Groninger binnenstad gelegen in de buurt van de Der Aa-kerk. De Orde van Onze Lieve Vrouwe van Amersfoort leidde de school, die de aartsengel Michaël als beschermheilige kreeg. In de jaren daarna werd de school in de praktijk de school "Achter de Aa-kerk" genoemd.

### Butjesstraat
Het huidige schoolgebouw aan de Butjesstraat 8 dateert uit 1926 en is ontworpen door A.Th. van Elmpt. Het gebouw vertoont kenmerken van de Amsterdamse School. Gelegen in het Bisschopskwartier, een oud katholiek buurtje tussen de Oude Ebbingestraat en de Oude Boteringestraat, deed het aanvankelijk dienst als Sint-Willibrordus jongensschool.
In 1954 trok de Sint-Willibrordus jongensschool in bij de meisjesschool aan de Schoolholm. Daarmee ontstond een gemengde school voor lager onderwijs in een tijd dat de meeste katholieke scholen dat nog niet waren (dit veranderde in de jaren zestig). Bij het samengaan van de scholen werd de eerwaarde zuster Gabriëlis aangesteld als schoolhoofd. Het gebouw aan de Butjesstraat werd een nieuwe, eveneens gemengde en katholieke ULO-school.
Nadat het schoolgebouw van de lagere school aan de Schoolholm in 1958 afgekeurd werd, verhuisde de school in 1963 naar het inmiddels vrijgekomen en gerenoveerde schoolgebouw aan de Butjesstraat en werd de naam Sint-Michaëlschool opnieuw gebruikt.

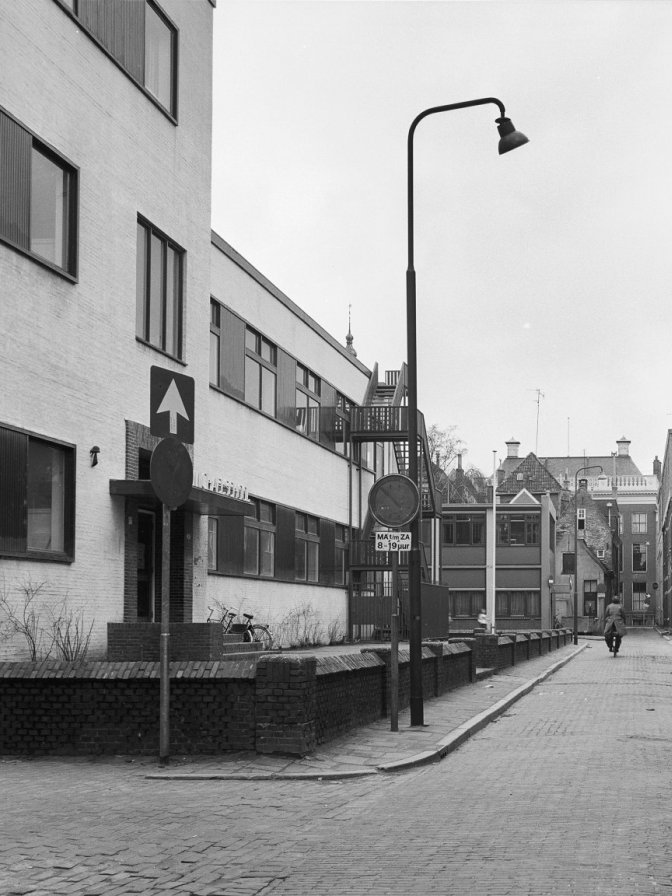
Sint-Michaëlschool (1980)

### Maatschappelijke veranderingen
Twee jaar na de verhuizing naar de Butjesstraat werd zuster Baptista Maria het nieuwe schoolhoofd. Zuster Baptista was de laatste religieuze aan het hoofd van de Michaëlschool. Na haar vertrek in 1967, werd Mieke Lindemann voor 20 jaar het nieuwe schoolhoofd. Samenhangend met de ontzuiling, betekende dat een omslagpunt voor de school..
De jaren zestig en zeventig waren zware jaren voor de Sint-Michaëlschool. Naast dat de naoorlogse generatie ouder werd, waardoor het leerlingenaantal daalde, vormde leegloop door suburbanisatie en ontstedelijking een bedreiging voor het voortbestaan. Als eerste in de stad begon de Michaëlschool daarom met het aanbieden van buitenschoolse opvang. Werknemers die buiten de stad woonden, maar in de binnenstad werkten, konden dankzij de nieuwe voorziening hun kinderen naar de Sint-Michaëlschool sturen. De school bleef hiermee voldoende leerlingen trekken om levensvatbaar te blijven. Tegelijkertijd was er sprake van een andere trend. Voor veel ouders was de religieuze signatuur van een school niet meer bepalend, laat staan doorslaggevend bij het maken van een schoolkeuze. Als gevolg van deze ontkerkelijking gingen steeds meer kinderen van niet-katholieken huize naar de Sint-Michaëlschool. Toen later het wonen in de binnensteden weer aan aantrekkingskracht won (re-urbanisatie), profiteerde de Sint-Michaëlschool mee.

### Recente geschiedenis
De school haalt regelmatig het nieuws. In 1981 kreeg de school twee kleuterklassen, vooruitlopend op de integratie van het kleuteronderwijs in het lagere schoolonderwijs met de Wet op het basisonderwijs. In 1985 kreeg de school een schoolplein en het vieren van de naamdag van Sint Michaël op 29 september is een regelmatige terugkerende gebeurtenis. In 2009 was de school het eerste gebouw in Nederland met een lichtgewicht groen dak op een bestaande dakconstructie.
De school heeft een jeugddamclub, waarmee ze herhaaldelijk het landelijk kampioenschap gewonnen heeft.

## Huidige situatie

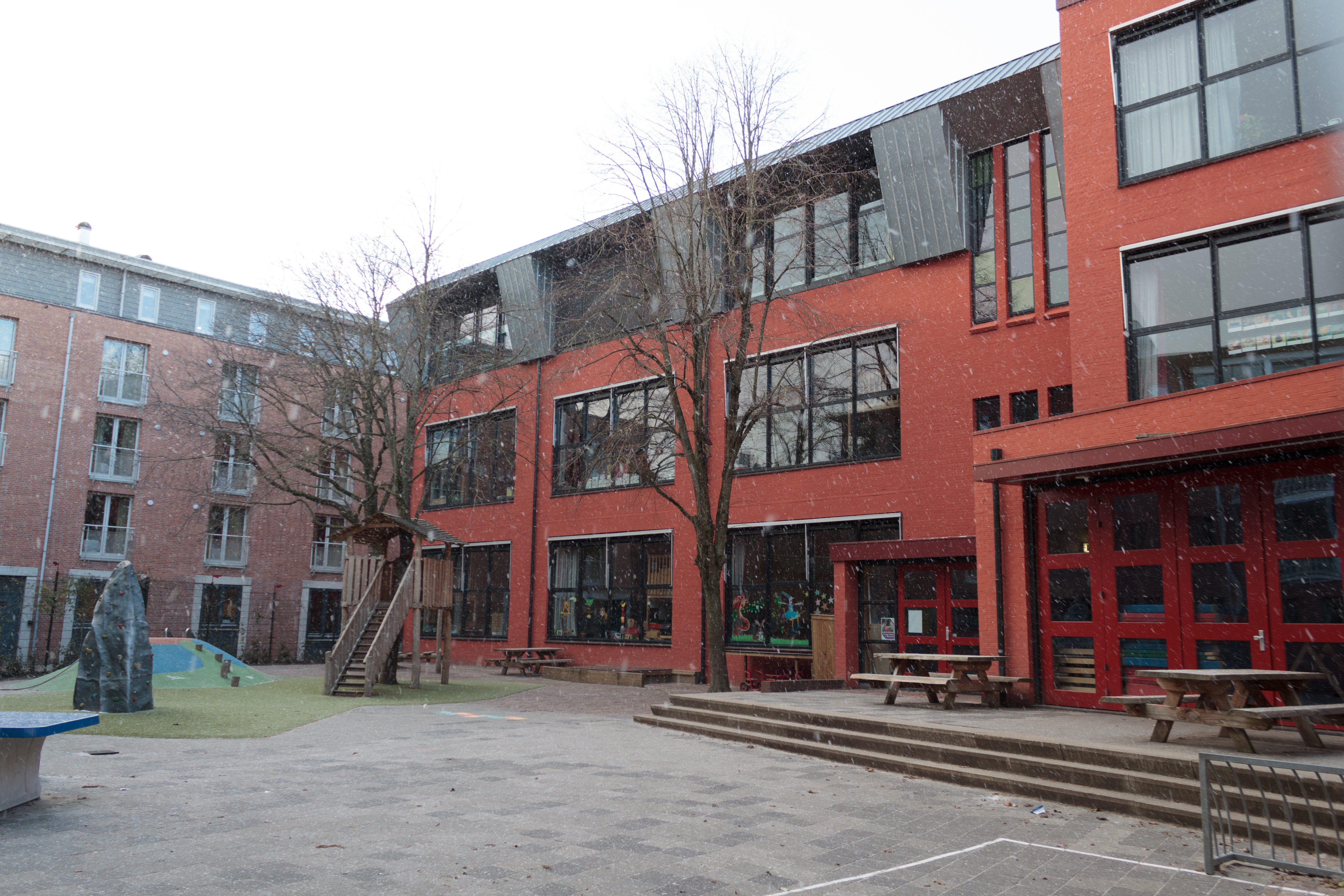
Schoolplein

Vanaf 2011 nam de belangstelling voor de school sterk toe; daarom werd in 2015 op de Star Numanstraat 52 de dependance Sint-Franciscus geopend, genoemd naar de heilige Franciscus van Assisi. In 2017 bezochten 326 leerlingen de school. Ondanks de situering in de binnenstad, komen de meeste leerlingen uit het gebied net daarbuiten. De Sint-Michaëlschool behoort met haar leerlingenpopulatie tot de groep scholen die op de eindtoets hoger scoren dan het landelijk gemiddelde en een relatief groot percentage van de leerlingen van groep 8 stroomt uit naar havo of vwo.